# Lara Surol
Lara Surol (Eskişehir, 6 januari 1985) is een Turks fotomodel. Lara woont meestentijds in haar appartement in Antalya. In 2009 gaat ze officieel meedoen aan Victoria's Secret als de eerste enige Turkse model.